# Mafia israeliana

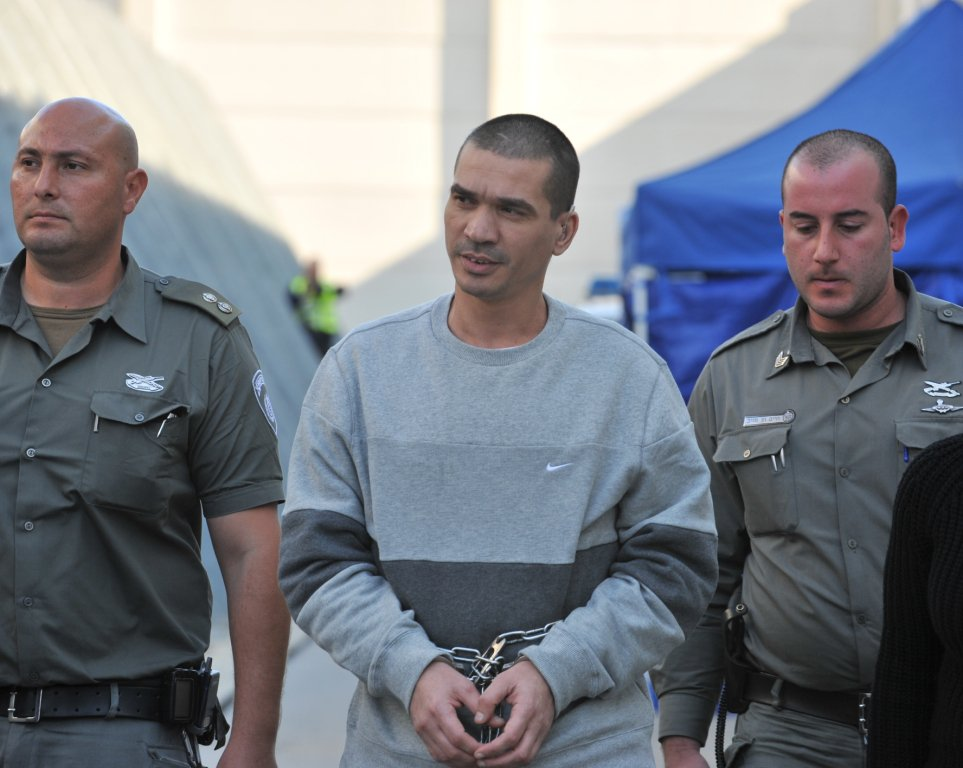
L'arresto di Yitzak Abergil, membro della famiglia criminale Abergil nel 2011

Mafia israeliana è il termine generale usato per indicare le entità che lavorano dietro la criminalità organizzata operante in Israele.

## Storia
Con la dissoluzione dell'Unione Sovietica, nel 1991 una gran massa di ebrei sovietici si riversò in Israele. In quegli anni la permissività delle autorità fu tale che per le strade si formarono coalizioni di bande criminali e gruppi delinquenziali russo-ebraici, provocando così un aumento dei crimini, soprattutto nelle aree metropolitane di città come Tel Aviv. Questi gruppi presto si riformarono per quello che erano nel territorio d'origine, ovvero branche della mafia russa, finanziando la criminalità locale in traffici di esseri umani, prostituzione e traffico di droga.
Nel 1998, erano circa 750.000 gli ebrei russi censiti in Israele arrivati dopo il crollo dell'URSS.
La mafia russa divenne la prima organizzazione criminale per potere in Israele per svariate ragioni, tra cui l'inesistenza di un precedente collettivo organizzativo al pari di quello russo che quindi ne favorì l'ascesa. Comunque, i motivi che spinsero i mafiosi russi a insediarsi in modo capillare nel territorio furono pressoché legati al campo economico, infatti il sistema bancario israeliano era ottimo per il riciclaggio di denaro dal momento che era stato organizzato in modo tale da favorire l'Aliyah (l'immigrazione degli ebrei in Israele) e il capitale d'accompagnamento.
Inoltre erano state attuate la deregolamentazione finanziaria e una normativa volta a facilitare la circolazione dei capitali, le quali, combinandosi con la mancanza di legislazioni nello specifico contro il riciclaggio di denaro, non poterono che dare alla criminalità organizzata russa l'accoglienza necessaria per il trasferimento dei frutti delle proprie attività all'estero nelle banche israeliane.
Secondo un rapporto della polizia israeliana del 2005, la mafia russa avrebbe riciclato in Israele nell'arco di 15 anni dai 5 ai 10 miliardi di dollari, cioè in media 500 milioni l'anno.
Secondo alcuni, un altro fattore decisivo nell'ascesa dei mafiosi russi in Israele fu il fatto che molti di essi fossero ebrei (in uno Stato ebraico), cosa che da una parte li aveva penalizzati invece negli affari nell'Unione Sovietica con altre organizzazioni criminali russe.

## Caratteristiche
Secondo i rapporti della polizia israeliana presentati dal portavoce Gil Kleiman, a differenza della mafia italoamericana che rappresentata da mafiosi del calibro di Al Capone riuscì ad agganciare rapporti con giudici, autorità e figure di rilievo delle istituzioni, i gruppi criminali israeliani, nonostante siano ben presenti in gran parte della nazione, non sarebbero riusciti a infiltrarsi negli apparati istituzionali.
Comunque, dopo gli attentati dell'11 settembre 2001, gran parte delle risorse destinate alle forze di sicurezza e di polizia sono state dirottate verso la prevenzione e la guerra al terrorismo facendo sì che calasse un velo sull'attenzione al crimine organizzato e portando di conseguenza a una recrudescenza della violenza delle bande mafiose.
Da notare come alcuni elementi hanno suggerito la possibile presenza di un complesso classe dirigente-mafia dopo che nel 2004 l'ex ministro Gonen Segev fu arrestato per aver tentato di contrabbandare migliaia di pasticche d'ecstasy provenienti da Amsterdam. Ciò è stato suggerito sempre Kleiman, il quale ha contestato le considerazioni di chi crede che non ci sarebbero infiltrazioni mafiose nel governo e nelle parti alte della società.

## Eventi di rilievo
- Nel maggio 2001 fu arrestato in un hotel di lusso a Barcellona (Spagna) Oded Tuito, trafficante di droga israeliano accusato dalla DEA di gestire un traffico miliardario di ecstacy che dai Paesi Bassi arrivava negli Stati Uniti.[8]
- L'11 dicembre 2003 una bomba diretta al trafficante di droga Zeev Rosenstein esplode in un negozio uccidendo tre persone e ferendone altre 18, lasciando fortuitamente illeso Rosenstein.[9]
- Il 1º agosto 2004 una granata viene lanciata contro un casinò di Praga (Repubblica Ceca) di proprietà di Asi Abutbul, ferendo 18 persone.[10]
- L'11 luglio 2008, un'autobomba a Tel Aviv uccide il noto avvocato in difesa dei mafiosi Yoram Haham.[11] L'uomo in precedenza aveva rappresentato Asi Abutbul.[12]
- Il 28 luglio 2008 in un agguato diretto ad alcuni membri della famiglia di Abergil nei pressi di una spiaggi a Bat Yam viene ucciso per errore un uomo che era in compagnia dei due figli.[13]
- L'8 settembre 2008 un commando armato ferisce Charlie Abutbul e tre passanti in un agguato a Netanya.[14]
- Il 12 settembre 2008 un gruppo armato in moto ferisce il capomafia Yotam Cohen a Netanya.[14]
- Il 18 novembre 2008 un'autobomba a Tel Aviv uccide il mafioso Yaakov Alperon.

## Nel resto del mondo

### Stati Uniti d'America
Sul finire degli anni '80 il boss mafioso Yehuda "Johnny" Attias aveva trasferito i propri affari negli Stati Uniti, a New York, dove era coinvolto in un traffico di droga internazionale che aveva le proprie reti in Europa e Asia, dove da Thailandia e Amsterdam veniva importata l'eroina e dalla Turchia l'hashish per un giro d'affari milionario.
A Manhattan gli uomini di Attias fecero una rapina a una gioielleria per un valore complessivo di 4ml $ tra ori e gioielli vari. Comunque, la storia della banda terminò qualche tempo dopo: Attias fu ucciso in un agguato nel gennaio 1990 e la sua morte segnò la disgregazione del gruppo israeliano newyorkese, del quale alcuni membri divennero informatori della polizia causando l'arresto dei restanti affiliati e mettendo la parole fine alla breve storia della banda nel settembre dello stesso anno.
Oggi la mafia israeliana (rappresentata nella famiglia Abergil) è presente negli Stati Uniti in maniera minore, coinvolta principalmente nel traffico di ecstasy , anche se pare sia stata il contatto passato dell'ex-vicecapo della famiglia Gambino, Sammy Gravano, nel traffico di droga in Arizona. Gravano intrattenne accordi anche con il mafioso israeliano Ilan Zarger per affari di droga a New York.
Pare inoltre che stia tentando di prendere il controllo della malavita di Las Vegas immettendosi nel giro delle estorsioni e della prostituzione.